# Войната вкъщи (сериал)
Вижте пояснителната страница за други значения на Войната вкъщи.
„Войната вкъщи“ (на английски: The War at Home) е американски ситком, която прави своя дебют на 11 септември 2005 г. по телевизия Fox.
Има големи прилики между него и други два сериала – All in the Family и „Женени с деца“, но за разлика от предните сериали, „Войната вкъщи“ засяга теми като хомосексуалност и хомофобия, наркотици и расизъм.
На 17 май 2007 е обявено, че сериалът е спрян и няма да има трети сезон, а последният епизод е излъчен на 22 април 2007 г.

## Актьорски състав
- Майкъл Рапапорт – Дейв Голд
- Анита Бароун – Вики Голд
- Кайл Съливан – Лоурънс Алън „Лари“ Голд
- Кейли Дефер – Хилари Голд
- Дийн Колинс – Майк Голд
- Рами Малек – Кенет „Кени“ Ал-Бахир

## „Войната вкъщи“ в България
В България сериалът започна излъчване по Нова телевизия на 16 юли 2007 г. от понеделник до събота от 22:00 с български дублаж. На 19 август 2008 г. започна втори сезон с разписание всеки делничен ден от 22:00, а от 15 септември е временно спрян, като останалата част епизоди започна излъчване на 20 септември, всяка събота отново от 22:00 и завърши на 8 ноември. Повторенията на първи сезон започнаха на 20 август 2008 г., всеки делничен ден от 18:20 по два епизода един след друг и приключиха на 29 август до седемнайсети епизод. Повторенията на втори сезон се излъчиха през 2009 г. с разиписание в ранните часове след полунощ в неделя без да фигурират в програмата, като последният епизод беше на 6 декември. Ролите се озвучават от артистите Ева Демирева, Виктория Буреш, Симеон Владов и Тодор Николов.
На 3 юли 2010 г. започна повторно излъчване по Fox Life, всяка събота от 21:45 с повторение в неделя от 16:40.
На 27 май 2012 г. започна повторно по bTV, всяка неделя от 12:30.